# Royal Wallonia Walhain Chaumont-Gistoux
Dernière mise à jour : 10 août 2021.
Le Royal Wallonia Walhain CG (« CG » pour Chaumont-Gistoux) est un club belge de football initialement basé à Walhain, mais qui à la fin de l'été 2020, officieusement renommé FC Gold Star preste ses dernières rencontres sur le territoire de la commune de Limelette. Non inscrit en « P1 » le club est considéré comme inactif pour la saison 2021-2022.
Ce club reste longtemps le deuxième club du Brabant wallon, après l'AFC Tubize, en termes de division dans la hiérarchie du football belge.
Lors de la saison 2019-2020, interrompue par la crise du Covid-19, le club évolue en Division 3 Amateur, où il occupe la 5e place pour ce qui est sa 23e saison consécutive en séries nationales.
Durant ce même exercice 2019-2020, les relations se compliquent avec les autorités communales. Au bout du compte, sérieusement endetté, le cercle est purement et simplement prié de quitter le stade de Walhain. C'est le début de complications inextricables qui devraient, sauf « miracle » et rebondissement inattendu auquel peu croient encore, conduire à la disparition du matricule 3632.

## Le Club

### Débuts discrets
Lors de sa création, le 10 juillet 1941, le Wallonia Walhain est l'archétype du "club de village". Le cercle évolue durant près de six ans en "Jaune et Noir", puis il adopte le Rouge et Vert, à partir du 19 février 1947.
Le club vit de longues années dans l'anonymat des séries provinciales brabançonnes alors unifiées en une seule subdivision administrative et essentiellement dominées par les clubs bruxellois et/ou néerlandophones.
Dans le courant des années 1980, le Wallonia défraie une première le chronique quand il atteint le 5e tour de la Coupe de Belgique. À cette époque, il s'agit des "Trente-deuxièmes de finale" marquant l'entrée des équipes de Division 1 et de Division 2. Comme défini par le tirage au sort initial, Walhain se rend au Club Brugge KV et s'y incline nettement (10-0).

### Présidence de Francis Sprimont
Reconnu "Société Royale" vers le 10 juillet 1991, le club adopte son appellation à partir du 1er juillet 1992 et devient le Royal Wallonia Walhain. Le destin du matricule 3262 est alors en marche quand, en 1993, Monsieur Francis Sprimont en devient Président. Boucher de son état, ayant réussi dans les affaires, Sprimont apporte son savoir gérer et savoir entreprendre.
F. Sprimont réorganise les structures de l'entité qui deux ans après son arrivée fusionnée avec le FC Chaumont-Gistoux (matricule 7581). Devenu le R. Wallonia Walhain Chaumont-Gistoux, le club atteint les séries nationales pour la première fois de son Histoire deux nouvelles années plus tard et ne les quitte plus. Pour l'anecdote, rappelons que le club monte en Promotion en compagnie du R. CS Brainois qui lui redescend après une saison et ne retourne en national qu'en... 2018.
NOTE: La mention "Chaumont-Gistoux" tombe dans l'oubli pour de nombreux suiveurs, chroniqueurs ou supporteurs mais pourtant, officiellement, en juillet 2020, elle fait toujours partie intégrante de la dénomination officielle du matricule 3262.
Lors de la saison 1997-1998, deux clubs dominent la "série D" en Promotion: le Wallonia Walhain présidé par Francis Sprimont et... Sprimont Sport. Coïncidence amusante pour le tout premier exercice en nationale du cercle brabançon. Les deux formations restent au coude-à-coude durant tout le championnat la différence ne tient qu'à un partage de plus concédé par la phalange liégeoise. Walhain décroche le titre avec deux unités de plus que son premier rival, alors que la désormais ex-Royale Association Marchiennoise des Sports complète le podium. Avec cette seconde montée consécutive, voilà notre "petit club de village" au 3e étage de la hiérarchie nationale.
La première saison en Division 3 est bouclée au 7e rang, par contre l'exercice suivant est moins bon et le cercle du "centre géographique de la Belgique" se retrouve "barragiste". Le matricule 3262 assure son maintien avec une victoire en déplacement (0-1) à Vosselaar puis en écartant Seraing RUL après une séance de tirs au but (1-1, 5-6).

#### "Âge d'Or"
Après la frayeur et le stress de la relégation, le Wallonia Walhain connaît son "âge d'or", comprenez décroche les ses plus hautes places finale au classement, avec notamment un titre honorifique de vice-champion de l'AS Eupen en 2002. Quatre saisons de suite, de 2001 à 2004, les troupes du Président Sprimont décrochent leur place au tour final pour une éventuelle montée dans l'antichambre de l'élite. Dans l'exercice particulier des tours finaux, le club walhinois n'atteint le deuxième tour qu'à une seule reprise. En 2002, le club "Rouge et Vert" prennent le meilleur sur les Francs Borains avec une victoire 4-2 "aux Boscailles" puis un partage vierge, au stade Vedette. Ensuite, le Vigor Hamme est un morceau trop dur à croquer. Les Flandriens s'imposent deux fois (3-0, à domicile puis 2-3 en terres brabançonnes). Pour l'honneur, Walhain gagne (3-1) le repêchage des battus contre le Patro Eisden, barragiste de D2. Le cercle limbourgeois est finalement repêché en raison d'une fusion tardive mais acceptée par la fédération, entre le Harelbeke (matricule 1615) et Ingelmunster (matricule 1574).

#### Premier recul
S'il est encore 5e en 2005, le Wallonia s'effondre au 13e rang en 2006 et ne peut éviter la dernière place et la descente au terme de la saison 2006-2007.

### Présidence de Frédéric Davister
En 2009, une fameuse page de l'Histoire du Wallonia Walhain se tourne quand Francis Sprimont cède le fauteuil présidentiel. Toutefois, le navire reste dans le même cercle familial car le nouveau patron est Monsieur Frédéric Davister, neveu de son prédécesseur.
Le club termine la décennie dans le ventre mou de la "série D" de Promotion, avec deux septième places finales puis une saison bouclée au cinquième rang.
Le club retrouve les places d'honneur en 2011 en luttant jusqu'au bout avec l'Union La Calamine, à laquelle il doit laisser le titre et la montée directe. Pendant le tour final, les Rouges et Verts éliminent Veldwezelt (3-2), puis sont sortis de justesse à Cappellen (0-1). La phase classique de la saison suivante est bouclée avec un nouveau ytitre honorifique de "vice champion". Mais cette fois le suspense est nettement moins présent, car la Royale Union Wallonne Ciney s'impose avec 15 points d'avance. Le verdict du tour final est lui aussi identique. Victorieux (0-2) à Berlare, Walhain s'arrête au deuxième tour du tour final avec une défaite après prolongation (2-2 puis 4-2), au FC Charleroi.
Changement de décor en 2012-2013, avec un Wallonia Walhain versé dans la "série B" de Promotion avec d'autres clubs du Brabant et des cercles anversois et hennuyers. Une quatrième place finale offre une place aux barrages pour la montée pour la troisième saison de suite. Pour ce qui est du résultat, c'est "ter repetita". Comme lors des deux saisons précédentes, le Wallonia gagne au premier tour puis trébuche sur la deuxième marche. Ayant gagné après prolongation (1-1 puis 1-2) au K. SK Bree, Walhain est ensuite défait "aux Boscailles" par le R. FC de Liège (1-2).

#### Bref retour en grâces
Battu en final du "Tour final 2013", le R. FC de Liège est cité comme le grand favori de la "série D" de Promotion lors de la saison 2013-2014. Mais c'est sans compter sur le Wallonia Walhain, dirigé par le coach bruxellois Thierry Blindenberg. De retour dans la "série 100% wallonne", les Rouges et Verts se montrent réguliers mais doivent cependant laisser les Liégeois prendre de l'avance. Le titre semble bel et bien promis au "Great Old", mais celui-ci se met à cafouiller sérieusement en fin de parcours. Il concède notamment un nul vierge lors d'une rencontre de retard à Bertrix puis il s'incline lourdement contre Couvin-Mariembourg (0-4). Redevenu premier, le Wallonia Walhain reste appliqué et conserve sa position pour conquérir le deuxième titre de son Histoire en Promotion (D4).
Revenu en Division 3, le club brabançon vit une saison 2014-2015 tranquille au terme de laquelle il se classe 7e.

#### Réforme surprise et recul d'un cran
Quand le championnat 2015-2016 débute, on sait que la structure pyramidale et donc le système hiérarchique du football belge vont être bouleversés. Un vote rapide effectué au sein de la fédération belge, en juin 2015, approuve une réforme qui, bien que devenue nécessaire, est appliquée sans, ni étude préalable ni période d'adaptation. De nombreux clubs dont le Wallonia Walhain fait partie des nombreux "clubs-victimes" d'une refonte des compétitions à laquelle ils ne sont pas assez préparés.
Terminant 13e de la Division 3 série B, Walhain doit se résoudre à redescendre d'un cran et d'intégrer un 4e niveau qui abandonne le nom de "Promotion" pour celui de "D2 Amateur". En 2017, le cercle brabançon termine la première saison de l"'Histoire de la D2 AMateur en 8e position et obtient exactement le même résultat final lors l'exercice 2017-2018. C'est alors le moment de nouveaux changements à la tête du club.

### Nouveau changement de Présidence
Souhaitant s'investir dans la vie politique et ayant donc besoin de temps, Frédéric Davister (qui est élu Conseiller communal à Gembloux, sur une liste MR, en 2018) choisit de cèder la barre qu'il tient depuis neuf ans. C'est la raison pour laquelle, un "repreneur" a été cherché. En avril 2018, les premières informations filtrent et font état d'une reprise du Wallonia par la famille du jeune Diable Rouge Jason Denayer. Le nouveau président du matricule 3262 est présenté peu après. Il s'agit de Monsieur Cédric Kashama Koka Le nouveau boss des Rouges et Verts est le fondateur de la société AAF et le directeur général de la firme "Solution&More". L'ancien président Davister ne quitte pas totalement le bord puisqu'il reste administrateur. Maimouni Chakib est choisi comme directeur sportif. A la fin du printemps 2018, la désormais ancienne direction du Wallonia se dit soulagée. Le club semble être entre de bonnes mains.

#### Déception sportive et (en)Jeux politiques
La première saison de la nouvelle direction, en 2018-2019, tourne au calvaire. Le club occupe longtemps la dernière place du classement de D2 Amateur. Un sursaut en fin de parcours avec David Akinci à la tête de l'équipe, et malgré une première défaite (1-0) infligée à La Louvière Centre champion autoritaire de la série, le Wallonia Walhain termine un point trop court derrière Acren Lessines et doit descendre en D3 Amateur.
Reculer pour mieux sauter ? C'est ce que tous les fans walhinois espèrent, mais les choses ne se déroulent pas comme prévu. Pendant l'exercice 2019-2020, le club effectue un parcours raisonnable. Il occupe la 5e place de la D3 Amateur série A lorsque survient l'arrêt des compétitions en raison de la crise du Covid-19 en mars 2020. Mais dès le mois précédent l'interruption, bruits et rumeurs foisonnent du côté des "Boscailles", le fief du Wallonia. Depuis le début de la saison, les autorités communales ont durci le ton vis-à-vis du club et de sa nouvelle direction. Notamment en raison d'une gestion financière qui ne serait pas bonne. En février 2020, les premiers ultimatums sont posés. Les responsables du matricule 3262 contestent les accusations et/ou insinuations quant à leur mauvaise gestion et nie avoir des paiements en souffrance.
Un "dialogue de sourds" semble s'être installé. La petite bourgade de 7.000 âmes peut-elle héberger un club de football ambitieux ? Cette question qui n'a empêché personne de dormir depuis une vingtaine d'années semble titiller le pouvoir local mis en place lors des élections communales de 2018. Un pouvoir majoritairement étiqueté "CDH" et "Écolo". Cette assertion sans autre préjugé que de rappeler l'engagement politique de l'ancien président walhinois sur une liste "MR" dans une commune voisine (mais dans une autre province). Le souci du football de Walhain est-elle une bête querelle politique. Impossible de répondre objectivement à cette question qui ne l'est pas vraiment. Malgré des résultats sportifs corrects (op cit), la tension est vive et l'heure ne semble pas être celle de la paix des braves. Début avril 2020, soit 15 jours après l'interruption du championnat, les autorités communales affirment avoir reçu trois projets pour le club mais aucun ne vient de la direction de celui-ci. Une direction qui, de son côté, se considère dans son bon droit et ne croit pas à une "mise à la porte des installations qu'elle occupe". Parce que le risque est bel et bien celui-là: être prié de quitter le "stade des Boscailles".
Dans le charivari des nouvelles et contre-nouvelles, des membres de l'ancienne direction apportent leur grain de sel. Faute de matchs, on s'occupe comme on peut. Sans rentrées d'argent, la direction fait ce qu'elle peut. Difficile de faire des bilans, ou de boucler un budget dans les conditions d'un arrêt total des activités pour raisons sanitaires. Le pouvoir politique profite-t-il de cette situation ? Impossible de répondre. Les adversaires de la nouvelle direction se montrent-ils si actifs et si oui qui sont-ils ? Là encore impossible de répondre. Toujours est-il qu'il est officiellement annoncé qu'un nouveau club a été créé (le FC Walhain qui a reçu le matricule 9737 de la fédération). Et que ce club évoluera en 2020-2021 au stade des Boscailles en P3 Brabant wallon ! En d'autres termes "dehors le Wallonia Walhain et son matricule 3262" !

#### Incertitude complète puis relocalisation
À la mi-juillet 2020, l'incertitude la plus complète règne quant à l'avenir du matricule 3262. À partir du début du mois de juin, la direction du club s'est mise en quête d'un nouveau site pour poursuivre les activités. Un nouveau nom a été imaginé "Golden Black FC". Mais celui ne prendra de réel valeur que s'il est adjoint du nom d'une localité comme le veulent les règlements de la fédération belge. Jemeppe-sur-Sambre pourrait être celle-ci, mais plusieurs autres écueils restent à franchir. C'est principalement l'obtention de la licence nécessaire pour être accepté en tant que "club de nationale". La dite licence ayant été refusée initialement (ou plus exactement retirée), les responsables du matricule 3262 ont entrepris les démarches nécessaires. Ils se heurtent à la procédure de l'ACFF.
Mi-juillet 2020, le club déclare forfait pour le premier tour de la Coupe de Belgique 20-21. Mais il entame une « procédure civile » pour faire rétablir ce qu'il estime être ses droits. Avec son siège social domicilié à Molenbeek-Saint-Jean, le club trouve "asile" au stade des Sorbiers à Limelette pour disputer le championnat de 1re Provinciale 2020-2021,. Lorsque les compétitions sont interrompues fin septembre 2020 le club reste sur un maigre bilan de trois défaites : 8-0, 2-4 puis 5-0, forfait. Quand en janvier 2021 tombe la décision d'annuler la saison, l'avenir du club reste très incertain pour le matricule 3262.

### En passe de disparaître
Si quand commence la saison 2021-2021, le club et son n° de matricule sont toujours inscrits dans les registres de la fédération, il ne faut pourtant plus se faire d'illusion. En mai 2021, la direction annonce dans la presse qu'elle abandonne son projet car: « trop d'éléments se liguent contre celui-ci ». On apprend ainsi que les dirigeants du matricule 3262 ne connaissaient pas le nom du curateur chargé de règle la faillite du club ! Et que celui-ci aurait fait annuler leur demande d'inscription d'une équipe Premières en « P1 Brabant wallon ». Par ailleurs, l'entité était de nouveau sans stade puisque les terrains de Limelette (voir-ci avant) ne leur sont plus accessibles.

## Historique
- 1941 : Fondation de WALLONIA WALHAIN le 10/07/1941 et affiliation à l'Union Royale Belge des Sociétés de Football Association (URBSFA) le 05/11/1941; le club reçoit le numéro matricule 3262[2].
- 1971 : Fondation de CHAUMONT-GISTOUX FOOTBALL CLUB le 08/01/1971 et affiliation à l'URBSFA le 22/06/1971; le club reçoit le numéro matricule 7581[2].
- 1992 : Après obtention du titre de Société Royale vers 10/07/1991, changement de dénomination de WALLONIA WALHAIN (3262) en ROYAL WALLONIA WALHAIN (3262) le 01/07/1992[2].
- 1995 : 01/06/1995, Fusion de ROYAL WALLONIA WALHAIN (3262) et CHAUMONT-GISTOUX FOOTBALL CLUB (7581) pour former ROYAL WALLONIA WALHAIN CHAUMONT-GISTOUX (3262) à partir du 01/07/1995[2].
- 1995 : Fondation de JEUNESSE SPORTIVE CHAUMONT-GISTOUX, sans doute par des réfractaires à la fusion des deux clubs et affiliation à l'URBSFA le 22/03/1995; le club reçoit le numéro matricule 9282. Il évolue en 2007-2008 en quatrième provinciale série A

## Résultats dans les divisions nationales
Statistiques mises à jour le 10 août 2021 - au terme de la saison 2020-2021

### Palmarès
- 2 fois champion de Belgique de Promotion en 1998 et 2014.

### Bilan
| Niv | Divisions     | Jouées | Titres | TM Up | TM Down |
| --- | ------------- | ------ | ------ | ----- | ------- |
| I   | 1re nationale | 0      | 0      |       |         |
| II  | 2e nationale  | 0      | 0      |       |         |
| III | 3e nationale  | 11     | 0      | 4     |         |
| IV  | 4e nationale  | 11     | 2      | 3     |         |
| V   | 5e nationale  | 1      | 0      |       |         |
|     |               |        |        |       |         |
|     | TOTAUX        | 23     | 2      | 7     | 0       |

- TM Up : test-match pour départager des égalités, ou toutes formes de Barrages ou de Tour final pour une montée éventuelle.
- TM Down : test-match pour départager des égalités, ou toutes formes de Barrages ou de Tour final pour le maintien.

### Classements
| Ordre | Saison  | Nom du club             | Niveau                  | Classement final | Remarques          |
| ----- | ------- | ----------------------- | ----------------------- | ---------------- | ------------------ |
| 1     | 1997-98 | R. Wallonia Walhain C-G | Promotion série D       | 1er/16           | Champion et promu! |
| 2     | 1998-99 | R. Wallonia Walhain C-G | Division 3 série A      | 7e/16            |                    |
| 3     | 1999-00 | R. Wallonia Walhain C-G | Division 3 série B      | 14e/16           |                    |
| 4     | 2000-01 | R. Wallonia Walhain C-G | Division 3 série B      | 3e/16            | Tour final!        |
| 5     | 2001-02 | R. Wallonia Walhain C-G | Division 3 série B      | 2e/16            | Tour final!        |
| 6     | 2002-03 | R. Wallonia Walhain C-G | Division 3 série B      | 4e/16            | Tour final!        |
| 7     | 2003-04 | R. Wallonia Walhain C-G | Division 3 série B      | 6e/16            | Tour final!        |
| 8     | 2004-05 | R. Wallonia Walhain C-G | Division 3 série B      | 5e/16            |                    |
| 9     | 2005-06 | R. Wallonia Walhain C-G | Division 3 série B      | 13e/16           |                    |
| 10    | 2006-07 | R. Wallonia Walhain C-G | Division 3 série B      | 16e/16           | Relégué!           |
| 11    | 2007-08 | R. Wallonia Walhain C-G | Promotion série D       | 7e/16            |                    |
| 12    | 2008-09 | R. Wallonia Walhain C-G | Promotion série D       | 7e/16            |                    |
| 13    | 2009-10 | R. Wallonia Walhain C-G | Promotion série D       | 5e/16            |                    |
| 14    | 2010-11 | R. Wallonia Walhain C-G | Promotion série D       | 2e/16            | Tour final!        |
| 15    | 2011-12 | R. Wallonia Walhain C-G | Promotion série D       | 2e/16            | Tour final!        |
| 16    | 2012-13 | R. Wallonia Walhain C-G | Promotion série B       | 4e/15            | Tour final!        |
| 17    | 2013-14 | R. Wallonia Walhain C-G | Promotion série D       | 1er/16           | Champion et promu! |
| 18    | 2014-15 | R. Wallonia Walhain C-G | Division 3 série B      | 6e/18            |                    |
| 19    | 2015-16 | R. Wallonia Walhain C-G | Division 3 série B      | 13e/19           | Relégué!           |
| 20    | 2016-17 | R. Wallonia Walhain C-G | Division 2 Amateur ACFF | 8e/16            |                    |
| 21    | 2017-18 | R. Wallonia Walhain C-G | Division 2 Amateur ACFF | 8e/16            |                    |
| 22    | 2018-19 | R. Wallonia Walhain C-G | Division 2 Amateur ACFF | 14e/16           | Relégué!           |
| 23    | 2019-20 | R. Wallonia Walhain C-G | Division 3 ACFF         | 5e/16            | Relégué !          |
|       |         |                         |                         |                  |                    |